# Cidaria deguttata
Cidaria deguttata là một loài bướm đêm trong họ Geometridae.